# Березовський район (Красноярський край)
Березівський район (рос. Берёзовский район) — адміністративно-територіальна одиниця (район) та муніципальне утворення (муніципальний район) у центральній частині Красноярського краю Росії.
Адміністративний центр - смт Березівка.

## Географія
Район приміського типу примикає безпосередньо до Красноярська. Розташований на правобережжі Єнісею. Перетинається Транссибірською магістраллю і Московським трактом. Всі поселення сполучене з райцентром і Красноярськом. Природа району різноманітна і мальовнича. У південно-західній частині у відрогах Східного Саяну розташований всесвітньо відомий заповідник «Стовпи». У районі розташована найвища вершина в околицях Красноярська - Чорна сопка. Один з найцікавіших масових туристичних маршрутів краю пролягає по річці Мана. Широка лісостепова долина Єнісею нижче р Красноярська рясніє сосновими лісами (Есаулівський бір). З півночі підступає південна частина Єнісейського кряжа з дрібнолистими світлохвойними і темнохвойними лісами.
Площа району - 4595 км², значна частина зайнята похідними вторинними березово-осиковими лісами. Район знаходиться в зоні індустріально-економічного впливу Красноярська, і велика частина його земель вимагає особливої охорони.
Суміжні території:
- Північ: Сухобузимський район
- Схід: Рибинський район
- Південний схід: Уярський район
- Південь: Манський район
- Південний захід: Балахтинський район
- Захід: Ємельяновський район і місто Красноярськ

## Історія
У 1924 - 1936 роках територія Березівки входила в Красноярський район Сибірського краю.
У 1930 році район входив в Східно-Сибірський край.
У 1934 році район увійшов в Красноярський край.
У 1936 - 1963 роках існував Радянський район з центром в Березівці.
Однак в 1963 році Радянський район був приєднаний до Ємелянівського. Сучасний Березівський район утворений 26 квітня 1983 року виділенням з Ємелянівського району.

## Населення
Населення - 41 210 осіб.
| Прапор Росії | Це незавершена стаття про Росію. Ви можете допомогти проєкту, виправивши або дописавши її. |